# 1055
Het jaar 1055 is het 55e jaar in de 11e eeuw volgens de christelijke jaartelling.

## Gebeurtenissen
- 15 december - De Seltsjoeken met Togrul Beg veroveren Bagdad. De Abbasidische kalief blijft aan als geestelijk leider, maar de Seltsjoeken nemen de wereldlijke macht over het Abbasidische rijk over.
- Vijaya Bahu I wordt koning van Ceylon en bevrijdt het eiland van de Chola. Hij vestigt zijn hoofdstad in Polonnaruwa en sticht het koninkrijk Rajarata.
- Gruffudd ap Llywelyn van Gwynedd trekt op tegen Deheubarth en verslaat koning Gruffudd ap Rhydderch, die sneuvelt. Gruffudd heerst nu over geheel Wales. (of 1056)
- Na de dood van Břetislav I wordt zijn rijk verdeeld volgens het principe van het senioraat. Zijn oudste zoon Spythiněv II wordt hertog van Bohemen, zijn andere zoons verdelen Moravië.
- Aelfgar, hertog van Mercia, wordt verbannen en vlucht naar Ierland.
- Victor II bevestigt de veroordeling van priesterhuwelijk, simonie en afneming van kerkbezit door zijn voorganger Leo IX.
- San Giovanni Rotondo wordt gesticht.
- Voor het eerst genoemd: Kruibeke, Melsele

## Opvolging
- Byzantijnse Rijk - Constantijn IX Monomachos opgevolgd door zijn schoonzuster Theodora IIIf
- Beieren - Koenraad II opgevolgd door zijn moeder keizerin Agnes van Poitou
- Bohemen - Břetislav I opgevolgd door zijn zoon Spythiněv II
- Ceylon - Kassapa VII opgevolgd door Vijaya Bahu I
- Karinthië en Verona - Welf III opgevolgd door keizer Hendrik III
- Moravië - Břetislav I opgevolgd door zijn zoons Vratislav II (Moravië-Olomouc), Koenraad I (Moravië-Znaim) en Otto I (Moravië-Brno)
- Oostenrijk - Adalbert opgevolgd door zijn zoon Ernst de Strijdbare
- paus - Gebhard van Dollnstein-Hirschberg als Victor II in opvolging van Leo IX
- Thouars - Godfried II opgevolgd door zijn zoon Amalrik IV (jaartal bij benadering)
- Toscane - Frederik opgevolgd door zijn moeder en regentes Beatrix van Lotharingen

## Geboren
- Arnulf III, graaf van Vlaanderen en Henegouwen (1070-1071)
- Gabriel, heerser van Melitene

## Overleden
- 10 januari - Břetislav I (~52), hertog van Bohemen (1035-1055)
- 11 januari - Constantijn IX (~54), keizer van Byzantium
- 26 maart - Siward (~39), earl van Northumbria (1041-1055)
- 26 mei - Adalbert (~69), markgraaf van Oostenrijk
- 13 november - Welf III, hertog van Karinthië en markgraaf van Verona (1047-1055)
- Frederik, markgraaf van Toscane (1052-1055)
- Gruffudd ap Rhydderch, koning van Deheubarth (1044-1055)
- Koenraad II (2), hertog van Beieren (1054-1055)
- Rinchen Sangpo (~97), Tibetaans monnik en vertaler